# بازیافت در بریتانیا

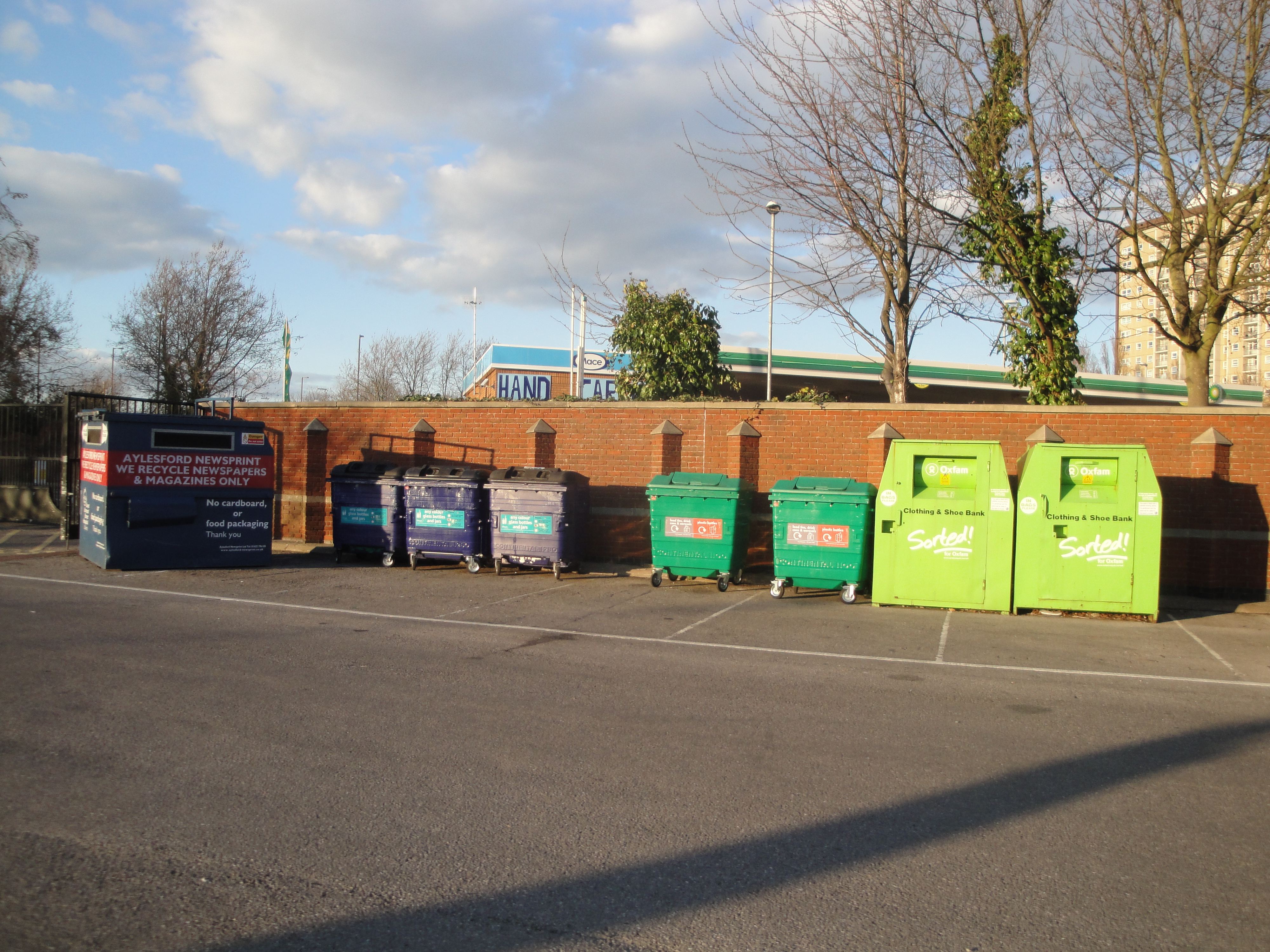
محل جمع‌آوری بازیافت در پورتسموث، همپشیر

در سال ۲۰۲۲، نرخ بازیافت زباله‌های خانگی در بریتانیا برابر با ۴۴٪ بود. بخش عمده بازیافت در بریتانیا توسط نهادهای قانونی انجام می‌شود، در حالی که زباله‌های تجاری و صنعتی عمدتاً توسط شرکت‌های خصوصی پردازش می‌گردند. مسئولیت جمع‌آوری زباله‌های شهری بر عهده شهرداری‌ها (دولت محلی) است که معمولاً از طریق قراردادهایی با شرکت‌های پیمانکار، اقدام به اجرای طرح‌هایجمع‌آوری کنارجدولی می‌کنند.
طبق قانون بازیافت زباله‌های خانگی سال ۲۰۰۳، شهرداری‌های انگلستان موظف شدند تا سال ۲۰۱۰ امکان جمع‌آوری جداگانه دست‌کم دو نوع ماده قابل بازیافت را برای هر خانوار فراهم کنند. سیاست‌گذاری در زمینه بازیافت به دولت‌های محلی اسکاتلند، ایرلند شمالی و ولز واگذار شده است و آن‌ها اهداف مستقل خود را تعیین می‌کنند، هرچند تمامی آمارها به پایگاه اطلاعاتی یوروستت گزارش می‌شود.

## مشوق‌ها
برای کمک به تحقق اهداف تعیین‌شده در سطح اروپا، ملی و منطقه‌ای، به شهرداری‌ها مشوق‌هایی داده می‌شود؛ از جمله جریمه‌های مالی در صورت نرسیدن به نرخ‌های مورد انتظار بازیافت. برای نمونه، مالیات دفن زباله برای بخشی از زباله‌هایی که به محل دفن زباله منتقل می‌شوند، اعمال می‌شود که در حال حاضر معادل ۹۴/۱۵ پوند به ازای هر تُن است.
بر خلاف بسیاری از کشورهای اروپایی، در بریتانیا طرح‌های بازپرداخت ودیعه (مانند بازگشت بطری) بسیار محدودند. استراتژی بسته‌بندی وزارت کسب‌وکار، انرژی و استراتژی صنعتی (DEFRA) در سال ۲۰۰۹، از برنامه‌های تشویقی مبتنی بر پاداش حمایت کرد، اما به‌جز برخی طرح‌های آزمایشی در اسکاتلند، این برنامه‌ها توجه چندانی از سوی عموم یا سیاست‌گذاران جلب نکرده‌اند. این بی‌توجهی ممکن است ناشی از نبود شواهد کافی مبنی بر مؤثر بودن آن‌ها در شرایط بریتانیا باشد.
در دسامبر ۲۰۱۸، وزارت تجارت، انرژی و استراتژی صنعتی اعلام کرد که قصد دارد تا سقف ۶۰ میلیون پوند به طرح‌های نوآورانه در حوزه بسته‌بندی اختصاص دهد. یکی از این طرح‌ها بررسی امکان تبدیل پسماند غذایی خانگی به کیسه‌ها و لیوان‌های پلاستیکی سازگار با محیط‌زیست است.
پارلمان اسکاتلند در مه ۲۰۲۰ قانونی برای ایجاد یک طرح بازگرداندن ودیعه شامل شیشه تصویب کرد، اما در ادامه همان سال، قانون بازار داخلی بریتانیا توسط پارلمان مرکزی تصویب شد. دولت بریتانیا از اعطای معافیت به این قانون خودداری کرد و همین امر باعث شد دولت اسکاتلند در سال ۲۰۲۳ اعلام کند که اجرای این طرح را دست‌کم تا اکتبر ۲۰۲۵ به تعویق می‌اندازد؛ زمانی که امید می‌رود طرحی سراسری در بریتانیا اجرا شود. وزیر اقتصاد چرخه‌ای وقت، لُرنا اسلیتر، اظهار داشت: «دولت بریتانیا تاکنون بیشتر به دنبال تضعیف این پارلمان بوده تا حمایت از محیط‌زیست ما.»
تأسیس نهاد دولتی برنامه اقدام در زمینه پسماند و منابع (WRAP) موجب افزایش ظرفیت بازیافت در بریتانیا شده است. این نهاد یک خیریه ثبت‌شده است و با کسب‌وکارها، افراد و جوامع محلی همکاری می‌کند تا از طریق کاهش پسماند، توسعه محصولات پایدار و استفاده بهینه از منابع، به تحقق اقتصاد چرخشی کمک کند.
سازمان WRAP در سال ۲۰۰۰ به‌عنوان یک شرکت با مسئولیت محدود با تضمین تأسیس شد و بودجه خود را از وزارت محیط زیست، غذا و امور روستایی، هیئت اجرایی ایرلند شمالی، نهاد «اسکاتلند بدون زباله»، دولت ولز و اتحادیه اروپا دریافت می‌کند.

## بازیافت خانگی

مناطق انگلستان بر اساس نرخ بازیافت خانگی، ۲۰۱۶–۲۰۱۷.

سیاست‌های بازیافت داخلی در بریتانیا بر تشویق افراد به بازیافت در خانه‌های خود تمرکز دارند و این هدف از طریق قوانین و کمپین‌های آگاهی‌بخشی عمومی دنبال می‌شود. این سیاست‌ها شامل جریمه‌هایی برای افرادی که زباله‌های خانگی خود را کاهش نمی‌دهند و تأکید بیشتر بر تفکیک زباله‌ها به مواد قابل بازیافت مختلف هستند. با این حال، هر شورا (شهرداری) قوانین خاص خود را در این زمینه اعمال می‌کند.
در سال‌های اخیر، تمرکز سیاست‌گذاران از مجازات خانوارها به‌دلیل عدم بازیافت، به سمت ترغیب و تسهیل فرایند بازیافت تغییر جهت یافته است.
بازیافت زمانی کارآمدتر است که وسایل و اقلام در خانه مجدداً مورد استفاده قرار گیرند، به‌جای آن‌که دور ریخته شوند. سایر روش‌های مرسوم شامل بردن شیشه‌ها به ایستگاه‌های جمع‌آوری بطری در فروشگاه‌های زنجیره‌ای و کمپوست کردن پسماند زیست‌تجزیه‌پذیر است، که در نتیجه، نیاز به محل دفن زباله را کاهش می‌دهد.
بر اساس جدیدترین آمار منتشرشده از سوی وزارت محیط زیست، غذا و امور روستایی:
- در سال ۲۰۱۵، ۴۴٫۳٪ از زباله‌های خانگی بازیافت شد.[۹]
- بین سال‌های ۲۰۰۰/۰۱ تا ۲۰۰۹/۱۰، نرخ بازیافت زباله‌های خانگی در انگلستان ۲۳۵٪ افزایش یافت.[۱۰]
- در سال ۲۰۱۵، حدود ۲۶٫۷ میلیون تُن زباله خانگی تولید شد که از این مقدار، تقریباً ۱۱٫۶ میلیون تُن بازیافت، بازاستفاده یا کمپوست شد.[۱۱]